# 華皎
華皎（か こう、生没年不詳）は、中国の南北朝時代の人物。南朝陳に対して反乱を起こした。本貫は晋陵郡曁陽県。

## 経歴
代々下級の役人をつとめた家に生まれた。南朝梁のとき尚書比部令史となった。侯景の乱が起こると、華皎は侯景の謀臣の王偉に仕えた。陳霸先が南下し、その甥の陳蒨が侯景に捕らえられると、華皎は陳蒨を厚く遇した。侯景の乱が平定されると、陳蒨は呉興郡太守となり、華皎はその下で都録事となって、軍府の財産管理を任された。陳蒨が杜龕を平定するにあたって、華皎は人馬や武器を差配した。兵乱の後で、民衆が飢饉に陥ると、華皎は衣を脱いで食糧を集め、公平な分配につとめた。しばらくして曁陽県と江陰県の2県令に抜擢された。永定3年（559年）、陳蒨（南朝陳の文帝）が即位すると、華皎は開遠将軍・左軍将軍の号を受けた。天嘉元年（560年）、懐仁県伯に封じられた。
王琳の軍が東下すると、華皎は侯瑱の下で従軍して王琳をはばんだ。王琳が敗れて北斉に逃れると、華皎は湓城に駐屯し、知江州事をつとめた。ときに南方の州の太守や県令たちは土着の豪族や少数民族の首長が多く、南朝陳の朝廷の決まりを守らなかったことから、文帝は法をもってかれらを統制するよう華皎に命じた。王琳の敗北で逃散した将兵たちの多くは華皎に従うようになった。天嘉3年（562年）、華皎は仮節・通直散騎常侍・仁武将軍・新州刺史に任じられ、監江州をつとめた。ほどなく都督尋陽太原高唐南北新蔡五郡諸軍事・尋陽郡太守を加えられた。周迪が反乱を起こし、商人を装った船中に兄の子の周伏甲を派遣し、湓城の華皎を襲撃させようとした。未然に発覚して、華皎は人を派遣して迎撃させ、その船を鹵獲した。その年、華皎は都督の呉明徹に従って周迪を攻撃した。天嘉4年（564年）、華皎は功績により散騎常侍・平南将軍・臨川郡太守に任じられ、爵位を侯に進めた。任を受けないうちに、入朝して使持節・都督湘巴等四州諸軍事・湘州刺史に任じられた。
華皎は湘川の地で竹や木材を切り出して運搬し、油・蜜・干し肉・野菜などの特産品を振興するなど、産業経営に力を入れた。また川洞に住む少数民族たちを攻撃して、多くの銅鼓や奴隷を建康に送った。天康元年（566年）、廃帝が即位すると、華皎は安南将軍の号に進み、重安県侯に改封された。華皎は湘州で切り出した杉の木材で大艦金翅など200隻あまりの船を建造した。水戦のための道具は、漢水流域や三峡まで出向いて入手しようとした。
光大元年（567年）、韓子高が処刑された後、華皎は不安が嵩じて、武器を修繕し兵士を集め、部下の太守や県令たちを厚遇した。宣帝は大艦金翅などの艦船を送るようたびたび華皎に命じたが、華皎はぐすぐずして送らなかった。華皎は広州刺史の任を求めてひそかに奏上し、宣帝は偽ってこれを許したが、詔書はまだ出されなかった。華皎は北周の兵を引き込もうと、後梁の蕭巋を主と仰いだ。宣帝は呉明徹を湘州刺史として派遣し、華皎を討伐させることとした。このとき呉明徹は3万の兵を率いて先発し、金翅に乗って郢州に直行した。次いで撫軍大将軍の淳于量が5万の兵を率いて出発し、大艦に乗って後詰めとなった。さらに冠武将軍の楊文通が別働隊を率いて安成から徒歩で茶陵に進出し、また巴山郡太守の黄法慧（黄法𣰰の兄）が別軍を率いて宜陽から澧陵に出て、江州刺史の章昭達や郢州刺史の程霊洗とともに反乱軍を攻撃した。
このとき、後梁の蕭巋は華皎への援軍として水軍を派遣した。北周の武帝はその弟の衛国公宇文直に命じて魯山に兵を駐屯させ、さらに長胡公元定に3万の兵を与えて郢州を包囲させた。巴州刺史戴僧朔・衡陽内史任蛮奴・巴陵内史潘智虔・岳陽郡太守章昭裕（章昭達の弟）・桂陽郡太守曹宣・湘東郡太守銭明らが華皎に従った。さらに長沙郡太守の曹慶らがもとから華皎についており、華皎の指揮に従った。
先だって司空の徐度と楊文通らが安成から徒歩で湘東に進出し、華皎の背後を襲おうとしていた。ときに華皎の陣は巴州の白螺にあり、戦艦を並べて官軍と対峙していたが、徐度が湘州に向かっていると聞くと、決戦を急いだ。淳于量や呉明徹らは中小の艦を募って、反乱軍の大艦と当たらせ、その衝角を受けさせた。反乱軍の艦の衝角がみな壊れた後に、官軍は大艦で突撃した。反乱軍の艦はみな砕け、長江の流れに没した。反乱軍は大艦に薪を載せ、風を利して火を放ったが、突然風向きが変わって自軍を焼くこととなり、反乱軍は大敗した。そこで華皎は戴僧朔とともに単舸で逃走し、あえて巴陵に入らず、後梁の都である江陵に亡命した。元定らは渡る船がなく、徒歩で巴陵におもむいたが、巴陵の城邑が南朝陳の官軍に占拠されていたため、そのまま湘州にむかった。水口に達して、渡ることができず、食糧も尽きたため、官軍に出頭して降伏を願い出た。1万人あまりが捕らえられ、建康に送られた。華皎の一党の曹慶・銭明・潘智虔・魯閑・席慧略ら40人あまりが処刑され、ただ任蛮奴・章昭裕・曹宣・劉広業が一命を赦された。
華皎は後梁の蕭巋により司空に任じられ、江夏郡公に封じられた。太建3年（571年）、華皎は襄陽に入って北周の宇文直と面会し、後梁のために数州を借りたいと申し出た。宇文直が武帝に報告すると、武帝はこれを許可し、基州・平州・鄀州を後梁に割譲した。その後の華皎については、史書に記録されていない。

## 伝記資料
- 『陳書』巻20 列伝第14
- 『南史』巻68 列伝第58
- 『周書』巻48 列伝第40